# 長泰寺
長泰寺（ちょうたいじ）は、東京都新宿区市谷左内町にある曹洞宗の寺院。山号は鳳仙山（ほうせんざん）。 

## 概要
市ケ谷駅（JR / 東京メトロ有楽町線か南北線 / 都営地下鉄)から、徒歩約5分の場所にある。
曹洞宗は、開祖の道元禅師（どうげんぜんじ 1200～1253年）が、中国から持ち来たった、禅の宗派のひとつである。ただ、ひたすらに坐禅することを、その教えの根本におく。長泰寺は、今から約五百年前に、心巌舜応禅師（しんがんしゅんおうぜんじ）によって開かれた。もともとは千代田区麹町三番町の近辺にあったといわれている。三代将軍徳川家光公の時代に、現在地に移転した。
当時は、江戸の中心にあった江戸城を囲むように、内堀、外堀、そして江戸の防衛線として、徳川御三家である水戸･尾張･紀伊の三藩のお屋敷が配置されていた。
長泰寺は、尾張家の上屋敷に隣接していたが、これは、いざ戦というときに、武士の兵舎として活用するという意図があったからではないかと言われている。これにちなみ、長泰寺の元々の檀家の多くは、尾張家関係の士族であったようである。
十五代将軍･徳川慶喜に随行した剣豪の幕臣・松岡萬（まつおかよろず 1838～1871年）や、勝海舟と咸臨丸にのって米国に渡った幕府の勘定組頭・森田清行（もりたきよゆき 1812～1861年）らも、長泰寺に眠っている。また、旗本の武川氏の墓所もある。武川氏は武田家の旧臣で、武田家一族の一条信長の孫である時信が、武川と称したことから始まる家である。
明治時代になり、尾張家の屋敷が士官学校となったときに、土地が足りず近隣の寺院が杉並区に引っ越しているが、長泰寺はそのまま現在の地にとどまっている。昭和20年3月の空襲で長泰寺は全焼した。その後、再建され、昭和47年には本堂･庫裡も、鉄筋コンクリート建築の都市型のものへと形を変え、現在に至っている。